# ДнепрАзот (баскетбольный клуб)
«Днепр-Азот» — украинский баскетбольный клуб из Каменского. Играл в украинской суперлиге в 2009-15 гг. Основан в 2005 году благодаря поддержке председателя профсоюзного комитета "ДнепрАзота". После сезона 2014-15 прекратил существование из-за финансовых проблем.

## История
Баскетбольный клуб «ДнепрАЗОТ» был создан в 2005 году благодаря поддержке председателя профсоюзного комитета «ДнепрАзота» Григория Владимировича Потуремца.
Первым турниром, в котором приняли участие днепродзержинские баскетболисты, стал чемпионат Украины среди любительских команд 2005/06 гг. «ДнепрАзот» успешно прошел первый этап соревнований, но затем в финале центрального региона уступил путевку в завершающую фазу турнира спортсменам из Запорожья. Потенциал коллектива был далеко не исчерпан, поэтому на сезон 2006/07 гг. «ДнепрАзот» было решено заявить в первую лигу национального чемпионата. Соревнования проходили по туровой системе и первый тур в Донецке «ДнепрАзот» провел не самым лучшим образом — явно сказывались свойственные дебютантам волнение и нехватка опыта. Но в дальнейшем дела у команды пошли на лад и «ДнепрАзот» не только пробился в финальный турнир, но и сумел занять в нем четвертое место, которое дало возможность клубу завоевать заветную путёвку в высшую лигу. В первых двух сезонах команду тренировал Юрий Мокиенко.
Первоначально задачей днепродзержинцев на сезон 2007/08 годов было попадание в финальный турнир высшей лиги. Но качественное пополнение команды (Алферов, Шакула, Квитковский, а немного позже и Борисенко) вкупе со здоровой обстановкой в коллективе позволило «ДнепрАзоту» принять уверенный старт в чемпионате, а победа над БК «Донецк» окончательно убедила в том, что команда способна на большее. И хотя донецкому клубу удалось все же уйти в отрыв и занять первое место, вторую строчку в турнирной таблице днепродзержинцы никому не отдали. Серебряные награды завоевали: Сергей Алферов, Тимур Евсеевичев, Егор Большаков, Роман Литвин, Евгений Буяков, Михаил Подопригора, Роман Нименко, Константин Шакула, Станислав Дикий, Ярослав Квитковский, Юрий Тороп, Виктор Давыденко, Михаил Зайцев, Алексей Борисенко, Александр Ершов. Тренировали «ДнепрАзот» в сезоне 2007/08 Александр Евсеевичев и Юрий Мокиенко.
Следующий сезон стал для днепродзержинцев знаковым. Разногласия, возникшие между рядом клубов и Федерацией баскетбола Украины, привели к образованию двух параллельных чемпионатов — под эгидой Федерации и УБЛ. «ДнепрАзот» получил приглашение в УБЛ и с радостью этим воспользовался — опыт поединков с такими известными в стране коллективами, как «МБК Одесса», «Днепр», «„Будивельник“» и другими дорогого стоил. В ходе регулярного чемпионата УБЛ азотовцы привыкали к новому окружению, в некоторых играх только недостаток опыта не позволил команде добиться победы — в результате «ДнепрАзот» занял 9-е место. Изменение Регламента, а именно введение переходного турнира сыграло на руку каменчанам — команда уже успела определить и наиграть состав — и «ДнепрАзот» сумел выйти в стадию плей-офф, заняв в итоге 7-е место. Успешно выступила команда и в розыгрыше Кубка УБЛ, пробившись в финальный «Турнир четырёх». Лидерами «ДнепрАзота» в сезоне 2008/09 гг. были американские легионеры Джерел Аллен и Чед Эйчельбергер, Эдмундс Габранс, ставший одним из лучших распасовщиков чемпионата. Свой вклад в успешное выступление команды внесли также Станислав Сокур, Сергей Алфёров, Марюс Янишюс. Руководили днепродзержинской командой Георгий Ступенчук и Юрий Мокиенко.
Сезон 2009/10 вновь собрал сильнейшие клубы Украины в один чемпионат Суперлиги, который стала проводить Ассоциация баскетбольных клубов. Каменчане очень тяжело входили в турнир и после домашнего поражения от БК Киев в 15-м туре Георгий Ступенчук подал в отставку и команду возглавил Игорь Чигринов, до этого тренировавший молодёжный состав «Будивельника», с которым в «ДнепрАзот» пришло несколько молодых игроков. Несмотря на довольно короткую скамейку и молодость исполнителей (в конце сезона на площадке довольно много времени проводили дублёры) команда сумела в ряде матчей «показать зубы» и одержать несколько хороших побед. Хотя в итоговой таблице «ДнепрАзот» занял лишь 12-е место (при 14 участниках) американский защитник Ламар Карим вошёл в число лучших бомбардиров и распасовщиков, на привычном уровне отыграл сезон Сокур, ряд неплохих матчей выдали Юрис Умбрашко и Мигель Мортон.

## ДнепрАЗОТ в чемпионатах Украины
| Год       | Место | Дивизион  | Примечания |
| --------- | ----- | --------- | ---------- |
| 2014/2015 | 11    | Суперлига |            |
| 2013/2014 | 14    | Суперлига |            |
| 2012/2013 | 13    | Суперлига |            |
| 2011/2012 | 11    | Суперлига |            |
| 2010/2011 | 9     | Суперлига |            |
| 2009/2010 | 12    | Суперлига |            |
| 2008/2009 | 7     | УБЛ       |            |
| 2007/2008 | 2     | Высшая    | Повышение  |
| 2006/2007 | 4     | I лига    | Повышение  |
| 2005/2006 |       |           |            |

## Достижение
- Серебряный призёр Высшей лига Украины: 2007/08